# Adam Afzelius
Pour les articles homonymes, voir Afzelius.
Adam Afzelius est un botaniste suédois, né le 7 octobre 1750 à Larv dans le Västergötland et mort le 30 janvier 1837 à Uppsala.

## Biographie

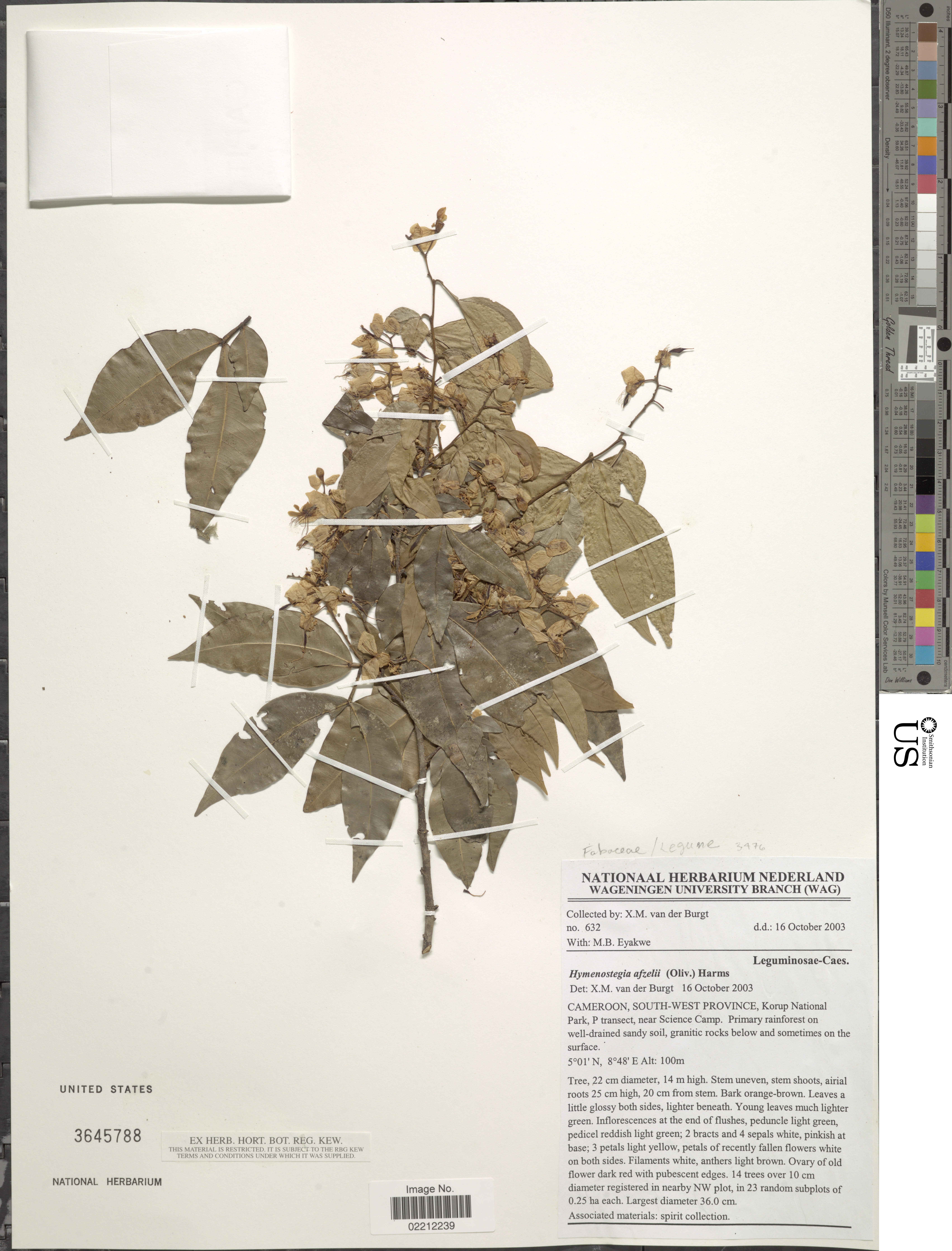
Hymenostegia afzelii, une espèce de Fabacées nommée en son honneur.

### Jeunesse et études
Adam Afzelius, fils du pasteur Arvid Persson Afzelius et de Katarina Brisman, est né le 7 octobre 1750 à Larv, dans le Västergötland. Il est scolarisé au gymnase de Skara, puis entre à l'université d'Uppsala le 21 septembre 1768. Il y défend son mémoire le 12 juin 1775, obtient un bachelor en philosophie le 16 décembre de la même année, et un master de philosophie le 14 juin 1776.

### Carrière académique et expédition en Afrique
Adam Afzelius occupe ensuite différents postes au sein de l'université d'Uppsala. Il est ainsi professeur de langues orientales en 1777, amanuensis de la bibliothèque en 1778, assistant pour master de philosophie en 1780 et démonstrateur de botanique et de médecine en 1785. 
En 1789, il s'installe à Londres où il travaille pendant trois ans. En 1792 et 1793, il participe à une expédition scientifique au Sierra Leone en tant que botaniste de la Sierra Leone Company, mais doit rentrer en raison de sa mauvaise santé. Il y retourne de 1794 à 1796, toujours pour le compte de la Sierra Leone Company. Une grande partie de ses collections et de ces notes sont détruites lorsque les troupes françaises attaquent la colonie de Sierra Leone en septembre 1794, si bien qu'il recommence sa collecte de plantes en 1795. A son retour, il reste à Londres jusqu'en 1798 et travaille comme secrétaire de l'ambassade suédoise en 1797-1799. Il rentre en Suède en 1799 après avoir transité par Kristiansand et Oslo.
Pendant son voyage, il avait été admis à l'Académie royale des sciences de Suède en 1793. De retour en Suède, il fonde l'Institut linnéen à Uppsala en 1802. Il est professeur de botanique de 1803 à 1805. En 1812 il devient professeur de materia medica et de diététique. Il devient membre de la Royal Society en 1798. Lorsqu'il meurt en 1837, il est dernier survivant des apôtres de Linné.

### Famille
Son frère, Johan Afzelius est professeur de chimie à Uppsala. Son autre frère, Per von Afzelius devient médecin à Uppsala en 1801, puis professeur de médecine renommé. Adam Afzelius a par ailleurs épousé Anna Sofia Dassau le 18 octobre 1801.

## Publications
Outre de nombreuses publications consacrées à la botanique, il publie une autobiographie de Carl von Linné en 1823.
- Genera plantarum guineensium, Uppsala, 1804
- De Rosis Svecanis, Uppsala, 11 fascicules, 1804-1813
- Stirpium in Guinea medicinalium species novae, Uppsala, 1818
- Egenhändiga anteckningar af Carl Linnaeus om sig sielf med anmärkningar och tillägg, Upsala, Palmblad, 1823
- Stirpium in Guinea medicinalium species cognitae, Uppsala, 1825
- Afzelius gab die Autobiographie Linnés heraus, Berlin, 1826

## Prix et distinctions
Adam Afzelius obtient un doctorat honoris causa de l'université d'Uppsala en 1797.
James Edward Smith, le fondateur de la Linnean Society of London, nomme le genre botanique Afzelia en son honneur.